# فرانك ماثيوز (مهرب مخدرات)
فرانك ماثيوز (بالإنجليزية: Frank Matthews)‏ هو مهرب مخدرات أمريكي، ولد في 13 فبراير 1944 في درم في الولايات المتحدة.